# Zasadkî, Starîi Sambir
Zasadkî (în ucraineană Засадки) este un sat în comuna Skelivka din raionul Starîi Sambir, regiunea Liov, Ucraina.

## Demografie
Componența lingvistică a localității Zasadkî
     Ucraineană (100%)
Conform recensământului din 2001, toată populația localității Zasadkî era vorbitoare de ucraineană (100%).